# Amietophrynus asmarae
Amietophrynus asmarae är en groddjursart som först beskrevs av Tandy, Bogart, Largen och Donald H. Feener, Jr. 1982.  Amietophrynus asmarae ingår i släktet Amietophrynus och familjen paddor. IUCN kategoriserar arten globalt som livskraftig. Inga underarter finns listade i Catalogue of Life.